# 贝尔纳多·普罗文扎诺
贝尔纳多·普罗文扎诺（義大利語：Bernardo Provenzano，義大利語發音：[berˈnardo provenˈtsaːno]；1933年1月31日—2016年7月13日），意大利黑手党成员，西西里黑手黨科莱奥内派系头目，自1995年起至2006年被捕时为西西里黑手党事实上的教父。2016年7月13日，普罗文扎诺因膀胱癌并发症在米蘭圣保罗医院逝世，享年83岁。